# Sebastião I của Bồ Đào Nha
Sebastião I của Bồ Đào Nha (phát âm tiếng Bồ Đào Nha: [sɨbɐʃˈti.ɐ̃w̃], o Desejado; born in Lisbon, 20 tháng 1, 1554; được coi là mất tại Alcácer-Quibir, 4 tháng 8, 1578) là vị vua thứ 16 của Bồ Đào Nha và Algarves. Ông là con trai của Hoàng tử John của Bồ Đào Nha và vợ là Đại Công nương Joan của Tây Ban Nha. Ông bà nội của ông là John III của Bồ Đào Nha và với bà Catherine của Habsburg; ông bà ngoại của ông là Hoàng đế La Mã Thần thánh Karl V và Isabel của Bồ Đào Nha.
Do chào đời hai tuần sau khi cha ông mất, Sebastian trở thành người thừa kế ngôi vua Bồ Đào Nha. Năm ba tuổi, ông lên nối ngôi sau khi ông nội là Quốc vương John III qua đời. Ít lâu sau khi ông ra đời, mẹ ông là Joan của Tây Ban Nha đã rời bỏ vua con để làm Quan Chấp chính xứ Castile cho vua cha Karl V và vua anh Felipe II từ năm 1556. Bà sinh sống tại Tây Ban Nha cho đến khi qua đời vào năm 1573, và không hề gặp lại vua con. Dưới triều vua Sebastian, Nhiếp chính đầu tiên của ấu chúa là bà nội ông, Catherine nhà Habsburg, sau đó là người ông bác của ông, Hồng y Henry xứ Evóra. Trong giai đoạn này thực dân Bồ Đào Nha tiến hành chinh phạt các vùng đất Angola, Mozambique, và Malacca, lại còn sáp nhập xứ Ma Cao vào năm 1557.
Lớn lên (1568), Sebastian ao ước đánh bại Vương quốc Maroc qua một cuộc Thập tự chinh quy mô lớn. Bấy giờ, một cuộc chiến tranh giành ngôi vua Maroc thì tạo cơ hội cho ông: vào năm 1576, vua Abu Abdallah Mohammed II Saadi mất ngôi về tay người chú thân Đế quốc Ottoman - Abu Marwan Abd al-Malik I Saadi. Abu Abdallah chạy sang Vương quốc Bồ Đào Nha và cầu cứu vua Sebastian. Trong tuần Nô-en năm 1577, vua Sebastian gặp gỡ người cậu là vua Felipe II của Tây Ban Nha tại Guadalupe xứ Castile. Felipe II đang thoả hiệp với Đế quốc Ottoman, do đó nhà vua Tây Ban Nha từ chối tham gia Thập tự chinh, như Felipe II hứa sẽ gửi một đạo quân tình nguyện sang giúp ông.
Dù không có con và người nối dõi vương vị, vua Sebastian thân chinh thống lĩnh Thập Tự Quân vào năm 1578. 17.000 quân Bồ Đào Nha, trong số đó có không ít lính đánh thuê ngoại quốc (Tây Ban Nha, Đức, Hà Lan và Ý), cùng với hầu hết các quý tộc Vương quốc Bồ Đào Nha, đã khởi hành từ kinh đô Lisbon vào đầu tháng 6, và tiến đến xứ Maroc. Tại Arzila, Sebastian gặp gỡ cựu hoàng Abu Abdullah Mohammed II cùng 6.000 quân Moor; nhà vua không nghe lời khuyên của các tướng mà tiến quân vào nội địa Maroc. Trong trận Alcácer Quibir (Trận Tam Vương), Quân đội Bồ Đào Nha bị 50.000 quân của Abd Al-Malik đập tan tác. Dom Sebastian gần như hoàn toàn bị giết chết trong trận chiến. Khi ông liều lĩnh tấn công phòng tuyến của đối phương, người ta nhìn thấy ông lần cuối cùng.